# Gymnasieskola

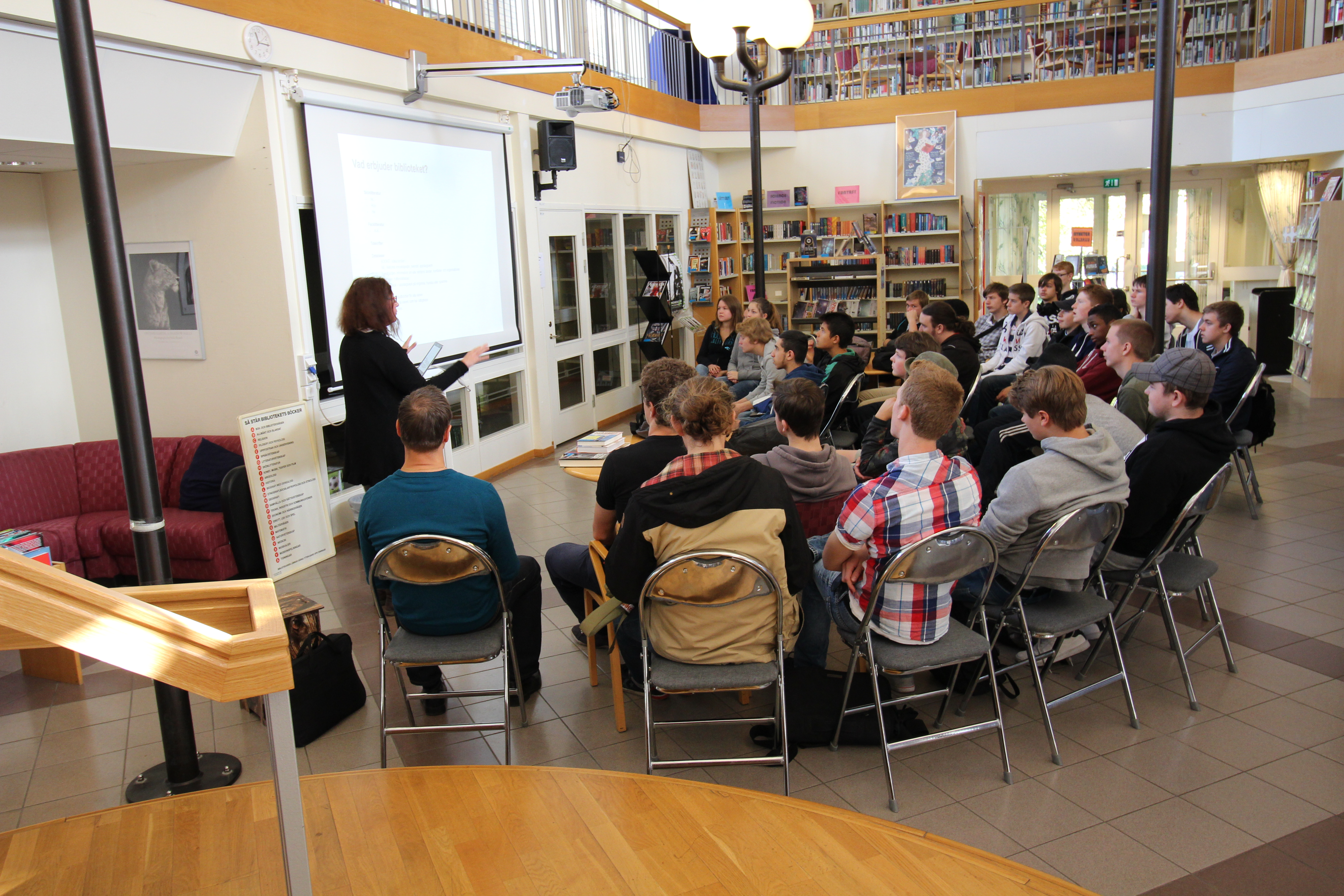
Undervisning i skolbiblioteket i Thorildsplans gymnasium, Stockholm, 2014.

En gymnasieskola (i vardagligt tal gymnasium) är en avgiftsfri och frivillig sekundärutbildning i Sverige för ungdomar som har gått ut grundskolan. För dem som passerat tonåren finns gymnasieutbildning inom ramen för kommunal vuxenutbildning.

## Allmänt
Många gymnasieutbildningar är huvudsakligen förberedande för högre studier, men det finns även de som huvudsakligen är yrkesutbildningar. Även elever på yrkesutbildningar har dock rätt att läsa in grundläggande behörighet. En fullständig gymnasieexamen (kallad studentexamen från 1864 till 1968 och därefter ersatt med slutbetyg fram till 2011) krävs för tillträde till högskoleutbildning. Detta kriterium kallas också högskolebehörighet. Alla högskoleförberedande gymnasieprogram innehåller de kurser som ger grundläggande (och viss särskild) behörighet till högskolestudier. Sedan 2022 ges de kurser som krävs för grundläggande behörighet även på yrkesprogrammen, men eleverna har möjlighet att välja bort dessa.

## Historia

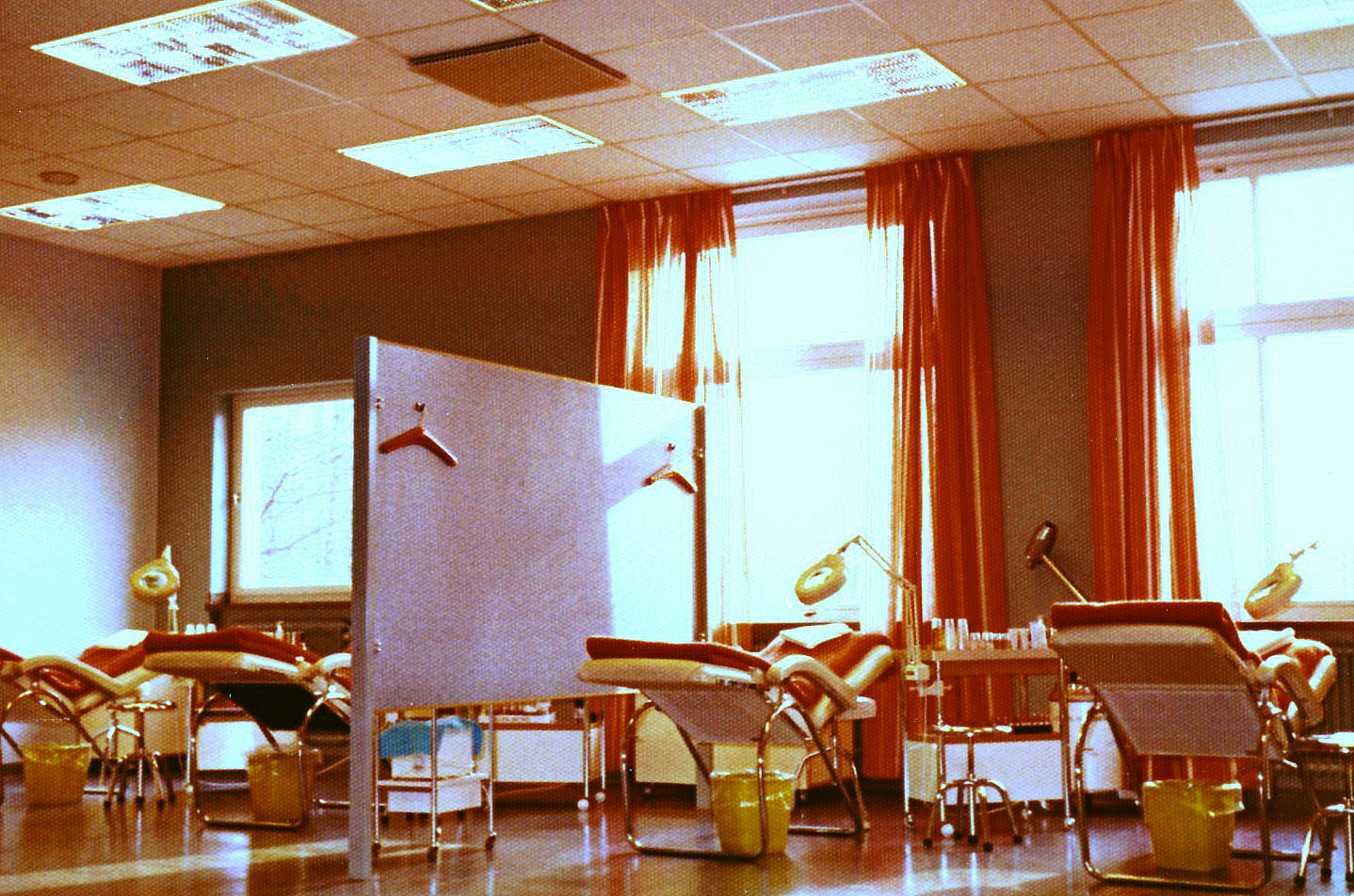
Kosmetologutbildningens behandlingssal i Nya Elementars gymnasieskola, 1975.

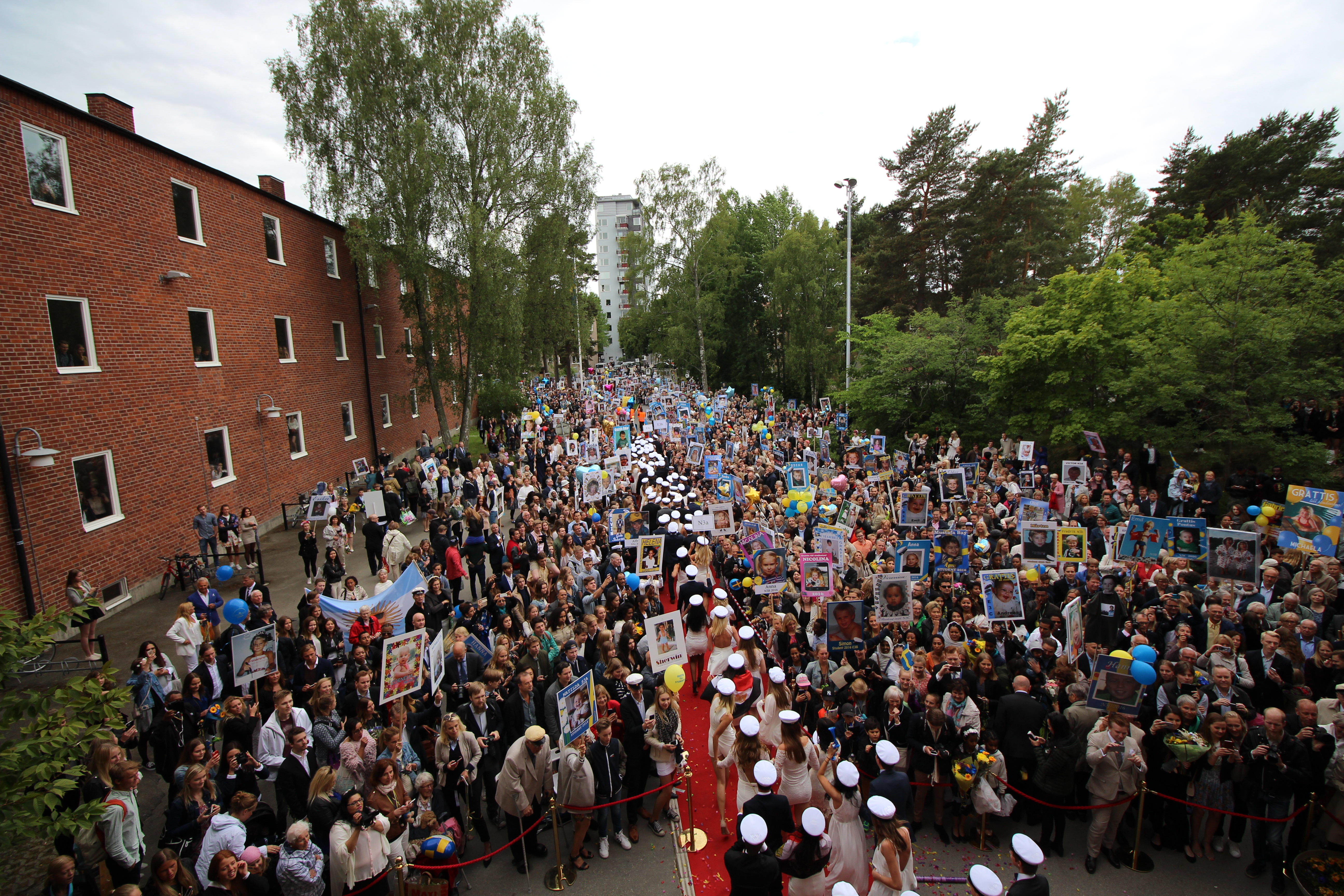
Utspringning av sistaårseleverna i Blackeberg, 2016. Traditionerna med utspringning och studentmössa samt språkbruket kring att "ta studenten" bygger egentligen på förhållanden i äldre tider då gymnasieåren avslutades med studentexamen.

År 1971 infördes gymnasieskolformen i Sverige genom att de tidigare skolformerna gymnasium, fackskola och yrkesskola slogs samman då 1970 års läroplan Lgy 70 (Läroplan för gymnasieskolan) trädde i kraft. I vardagligt språkbruk används ordet gymnasium fortfarande om gymnasieskolan. Studentexamen, det vill säga den formella prövningen efter gymnasiestudier för att avgöra behörighet till universitetsstudier, avskaffades 1969 men har fortsatt att användas både som begrepp och som firande av avslutade gymnasiestudier.
Den 1 juli 1994 ersattes Lgy 70 med Lpf 94 (Läroplan för de frivilliga skolformerna). Gymnasieskolan fick 17 nationella program som alla löpte under 3 år.
I november 2011 presenterades den nuvarande läroplanen Gy 2011 (Gymnasieskola 2011). Den gäller för elever som påbörjade sina studier på gymnasieskolan från höstterminen 2011.
Under 1970-talet blev Sverige alltmer ett land där de flesta genomgick gymnasieutbildning. Under 1950-talet tog 5 % av en årskull studenten, 1960 hade andelen stigit till 10 % och 1970 till 30 %. 1980 slutfördes gymnasieutbildningen av 85 %, och 1990 var andelen densamma som 1980. År 2000 hade andelen dock sjunkit något, till 80 %.

## Gymnasieskolans utformning

### Gy 2011 (2011–2025)
Från och med höstterminen 2011 infördes en ny läroplan, Gy 2011, som ersatte den föregående från 1994. Elever som redan börjat med den gamla läroplanen hade den kvar. Det gjorde att de som började första året på gymnasiet 2011 var de första eleverna som gick efter den nya läroplanen. Varje utbildning bestod av 2 500 poäng som var fördelade på ett stort antal olika kurser. Av dessa poäng fick alla gymnasieelever själva välja vad 200 av dessa poäng skulle innefatta, och på vissa program har eleven även möjlighet att välja kurser inom programfördjupningen. Det fanns ett antal Gymnasiegemensamma kurser som läses på alla program. Dessutom fanns programgemensamma kurser för varje program och inriktningskurser för varje inriktning.
Alla kurser i gymnasieskolan fick en ny betygsskala med betygen A, B, C, D, E och F eller streck om det saknas underlag för bedömning. Två olika examina infördes, yrkesexamen och högskoleförberedande examen. För att man ska få en högskoleförberedande examen krävdes det att man skulle ha läst 2 500 poäng, varav minst 2 250 skulle vara godkända. Man skulle också ha minst ett E (godkänt) i svenska 1, 2, och 3 eller i svenska som andraspråk 1, 2 och 3. Det krävdes även att man skulle ha minst E (godkänt) i engelska 5 och 6 och i matematik 1. Det krävdes dessutom att man skulle ha ett godkänt gymnasiearbete.
För att man skulle få en godkänd yrkesexamen krävdes det att man skulle ha läst 2 500 poäng varav minst 2 250 skulle vara godkända. Det krävdes även att man skulle ha minst godkänt i svenska 1 eller i svenska som andraspråk 1, matematik 1 och i engelska 5. Det krävdes dessutom att man skulle ha minst 400 godkända poäng i de programgemensamma ämnena och ett godkänt gymnasiearbete.
I vissa gymnasieskolor upprättades studiekontrakt mellan eleven och gymnasieskolan. De innehöll dels frågor som rörde hur eleven skulle hantera sin sjukfrånvaro och dels vissa åtaganden från båda sidor. Dessa åtaganden innebar bland annat att eleven förutsattes frivilligt gå med på att bevisa sin oskuld till misstänkt narkotikabrott. Studiekontrakten gick, i vissa fall, längre än vad lagen gör.

#### Program och utbildningar enligt Gy 2011
- Nationella program
- Introduktionsprogram
- Idrottsutbildningar
- Riksrekryterande utbildningar
- Spetsutbildningar
- Särskilda varianter
- Yrkesdansarutbildning
- Yrkesutbildning

### Gy 2025 (2025–)
Från och med den 1 juli 2025 ersattes den föregående läroplanen med en ny läroplan, Gy 2025, för utbildning i gymnasieskolan/anpassade gymnasieskolan. Inom gymnasieskolan finns 18 nationella gymnasieprogram: sex högskoleförberedande program och tolv yrkesprogram. Det finns också elva riksrekryterande gymnasieprogram och fyra introduktionsprogram.

## Galleri

Exempel på gymnasieskolor
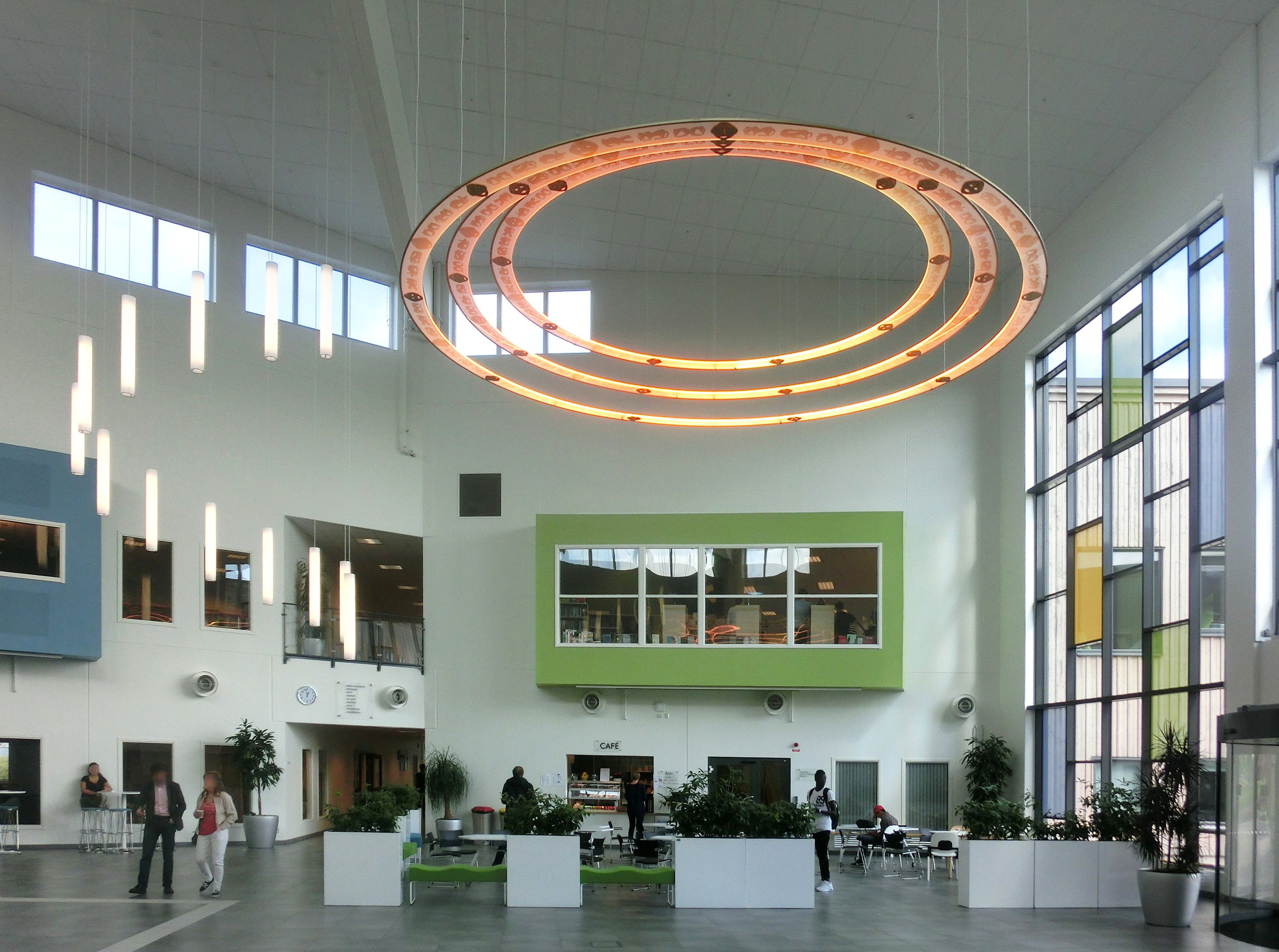
Entréhallen i Ållebergsgymnasiet, Falköping.
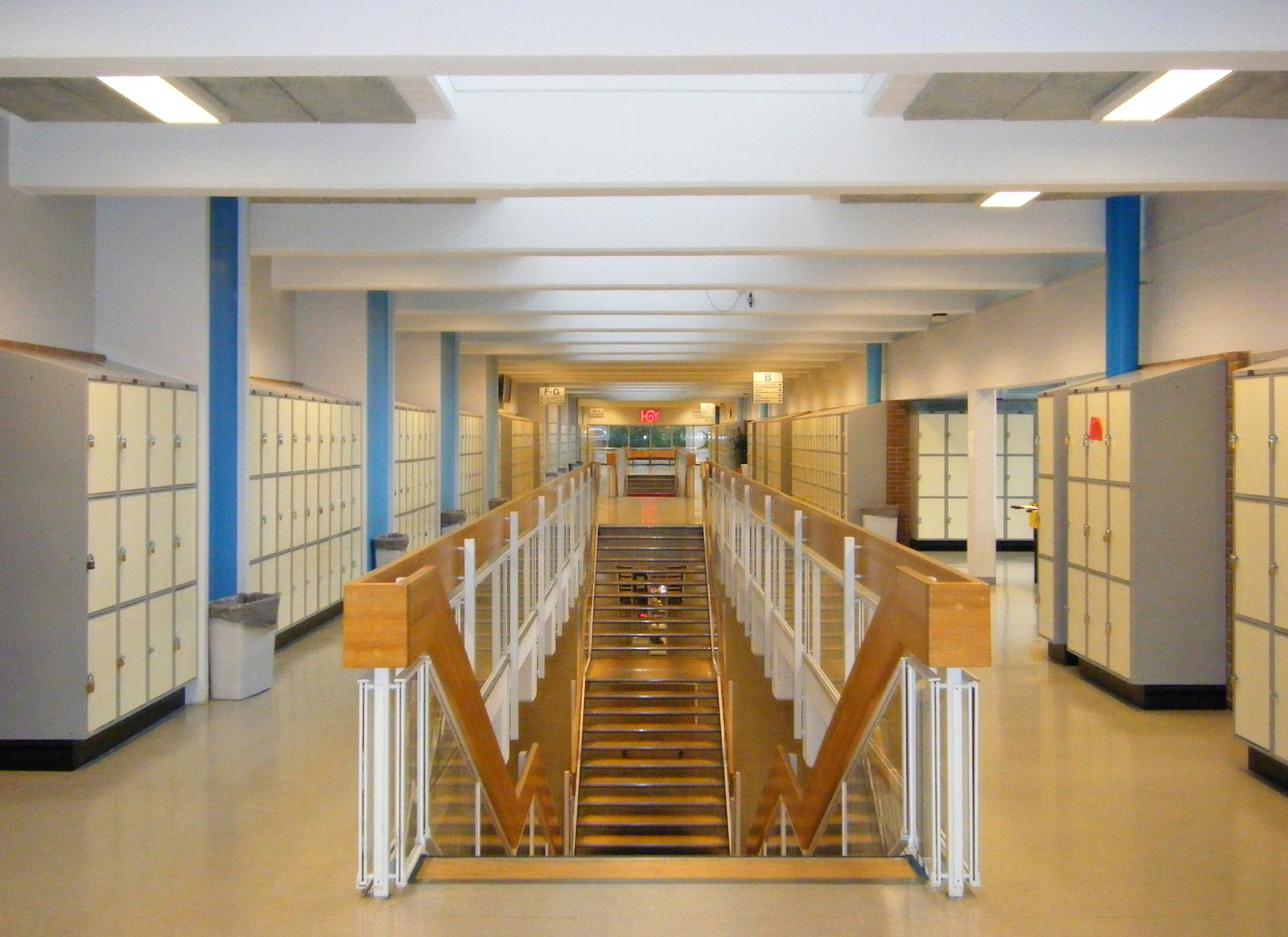
Trapphallen i Huddingegymnasiet.
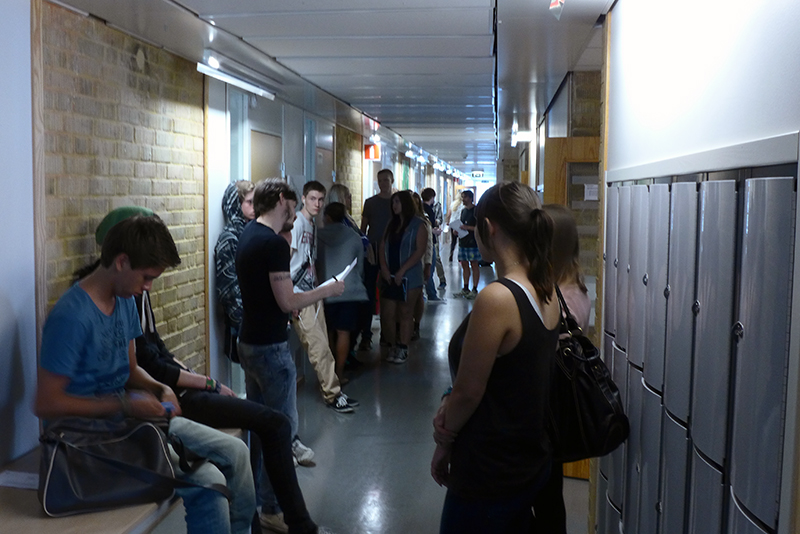
Korridor i Cybergymnasiet, Stockholm.
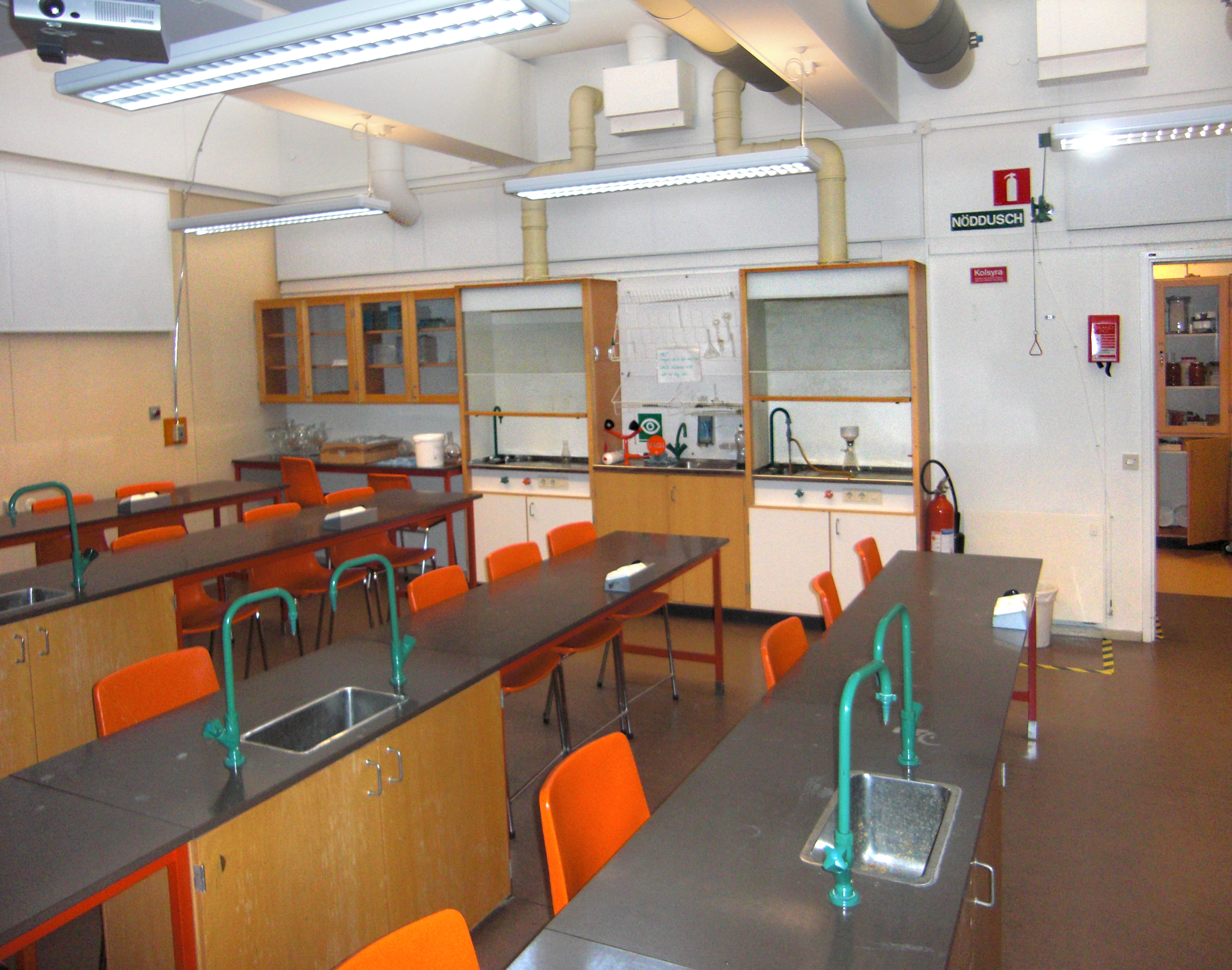
Kemisal i Ållebergsgymnasiet med inredning från 1970-talet.
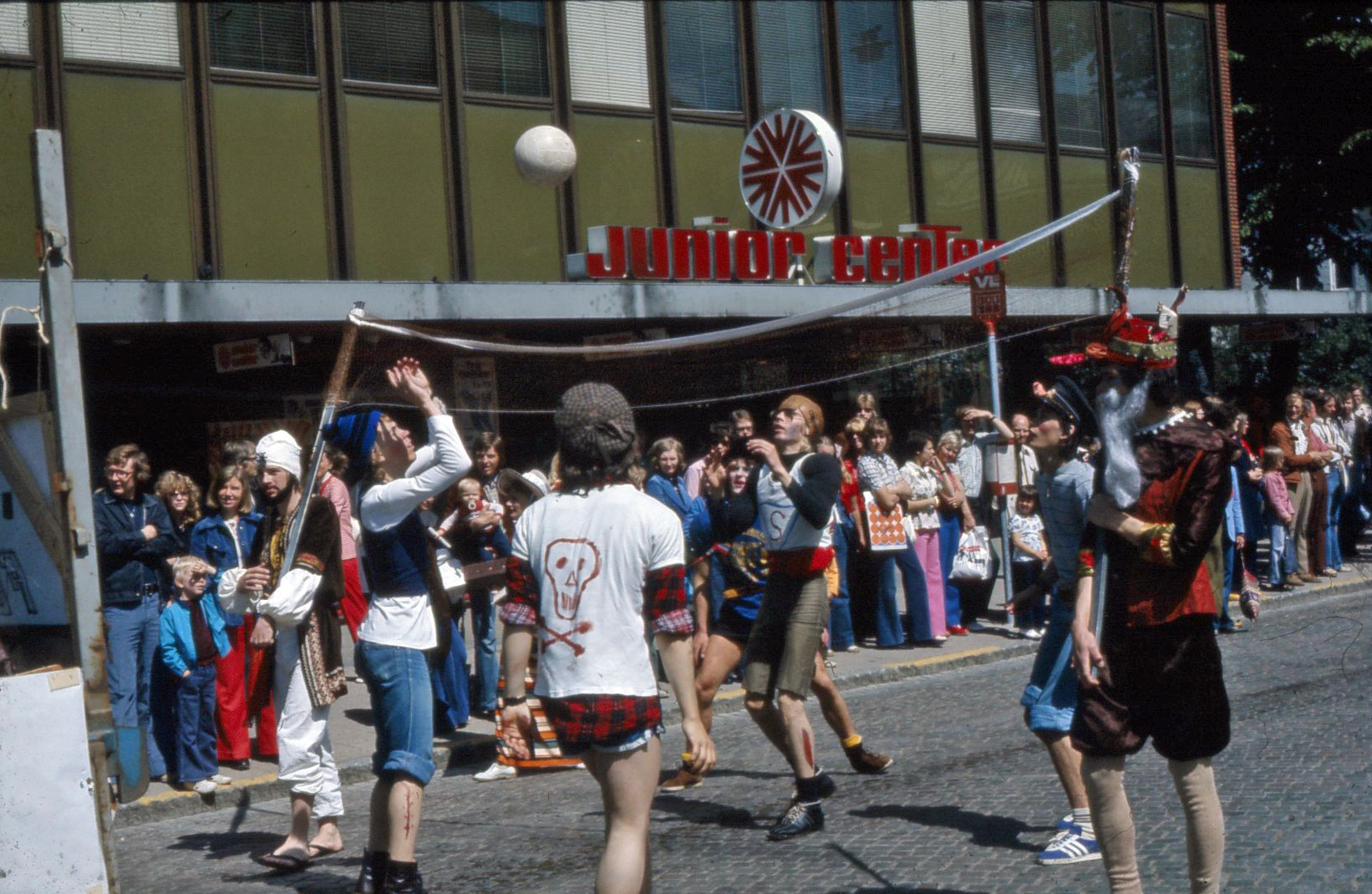
Karneval på Teknikum, Växjö, i mitten av 1970-talet